# Queensland Open 1978
Il Queensland Open 1978 è stato un torneo di tennis giocato sull'erba. Il torneo si è giocato a Brisbane in Australia dal 21 al 26 novembre 1978.

## Campioni

### Singolare maschile
Dale Collings ha battuto in finale  Victor Eke con il punteggio di 7–6 6–4 6–4

### Doppio maschile
Charles Fancutt /  Tim Wilkison hanno battuto in finale  Dale Collings /  Noel Philipps con il punteggio di 6–7 7–6 6–4

### Singolare femminile
Sue Barker ha battuto in finale  Chris O'Neil con il punteggio di 6–1 6–3

### Doppio femminile
Tine Zwaan /  Elly Vessies hanno battuto in finale  Sue Barker /  Wendy Paish con il punteggio di 7–5 6–2